# مان سينغ الثاني
مان سينغ الثاني (بالهندية: सवाई मान सिंह II؛ بالإنجليزية: Sawai Man Singh II) هو دبلوماسي هندي، ولد في 21 أغسطس 1911 في Isarda ‏ في الهند، وتوفي في 24 يونيو 1970 في Cirencester ‏ في المملكة المتحدة.